# Huy (Belgien)
Huy [ɥi] (wallonisch Hu, niederländisch Hoei) ist eine Stadt in der Provinz Lüttich in der Region Wallonien in Belgien und Sitz des Bezirks Huy. Die Stadt hat eine Fläche von rund 48 km² und 21.706 Einwohner (Stand 1. Januar 2024).

## Geographie
Huy befindet sich ca. 30 km südwestlich von Lüttich und gehört der Euregio Maas-Rhein an. Die Einwohnerzahl beträgt 20.295 (davon 48,57 % männlich und 51,43 % weiblich; Stand: 2008), die Fläche 47,64 km².

## Geschichte

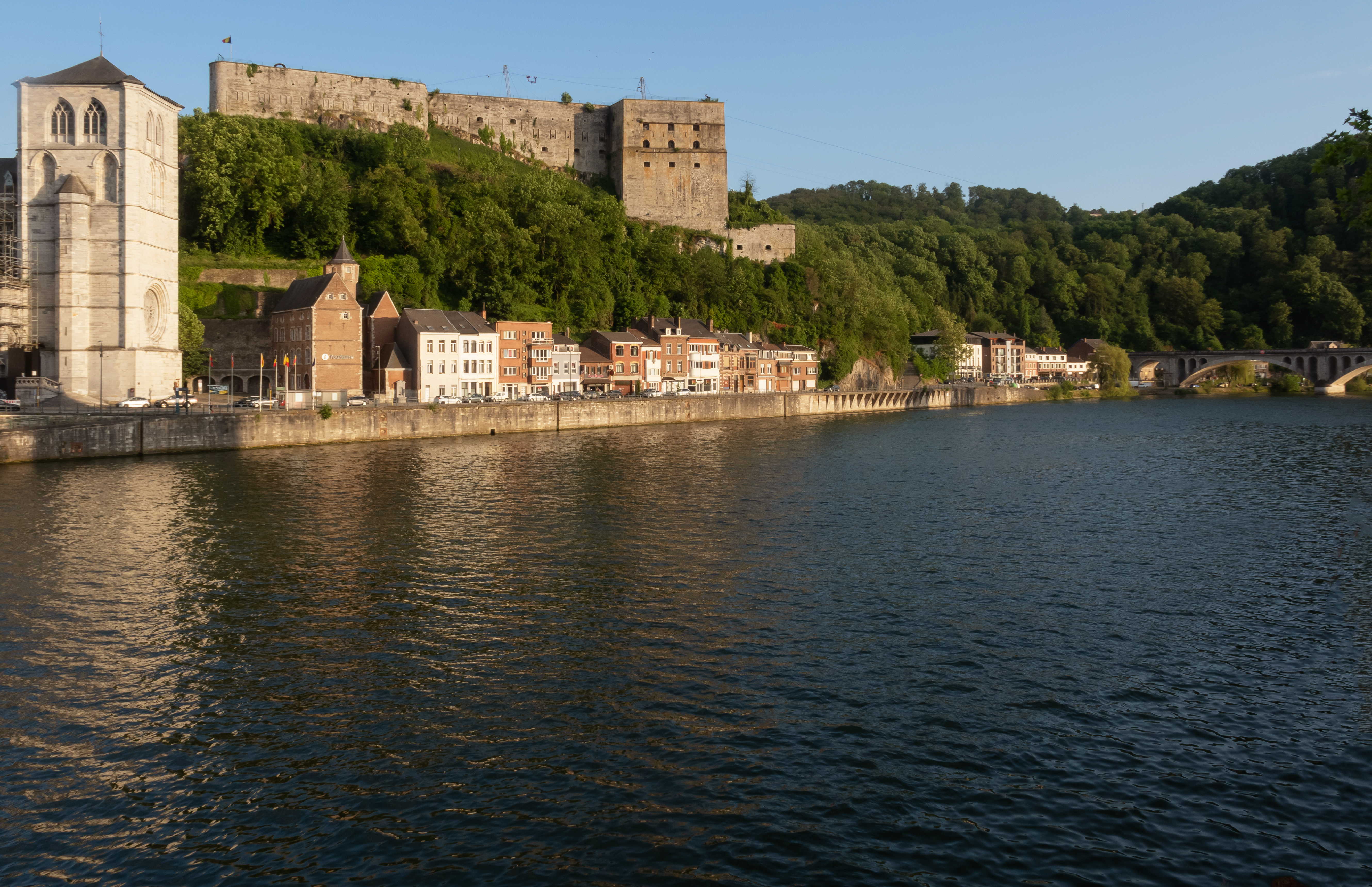
Westturm der Kirche Notre-Dame und Zitadelle

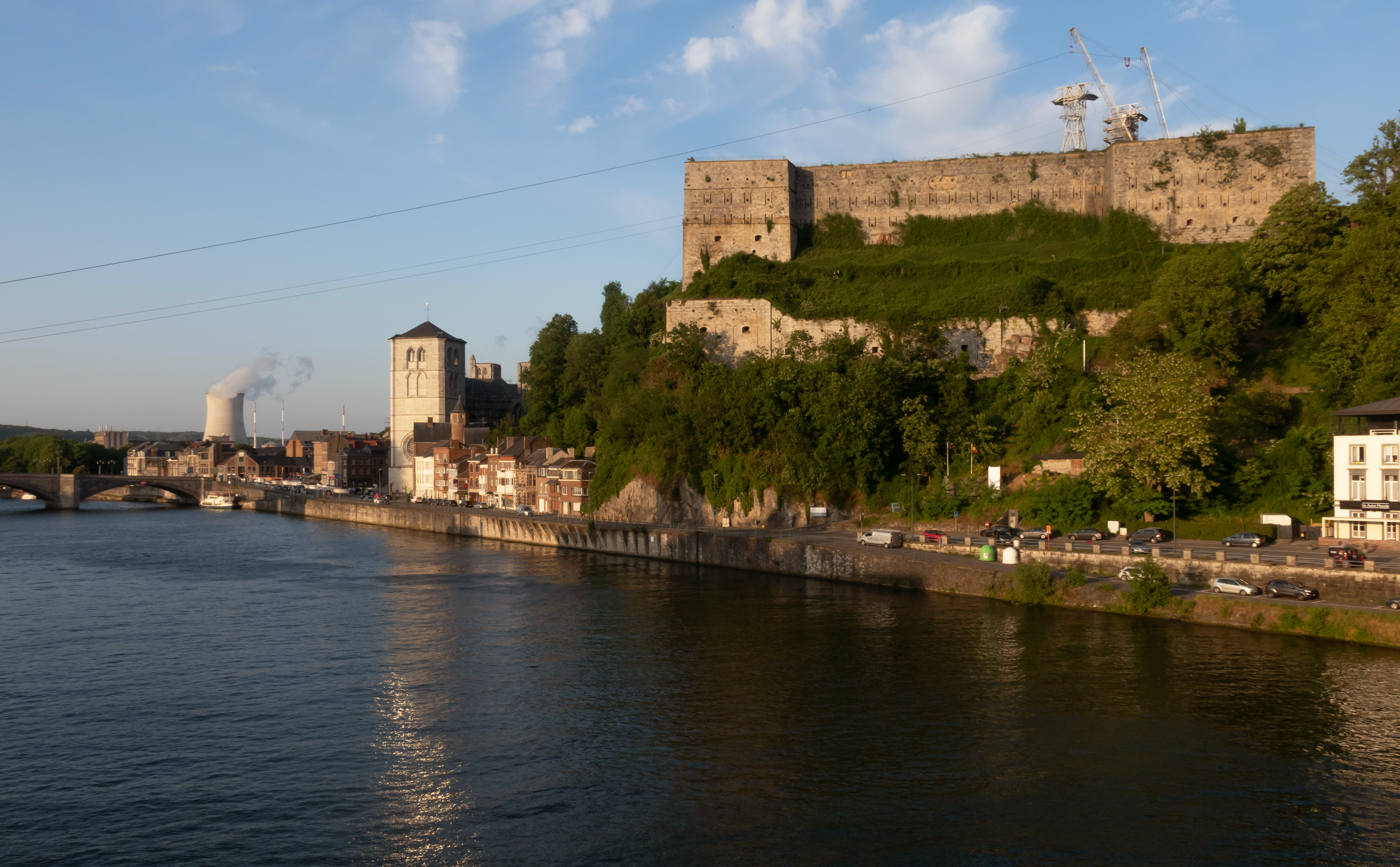
Huy: Altstadt, Kirche Notre-Dame und Zitadelle, links die Straßenbrücke Pont Roi Baudouin über die Maas und das Atomkraftwerk Tihange

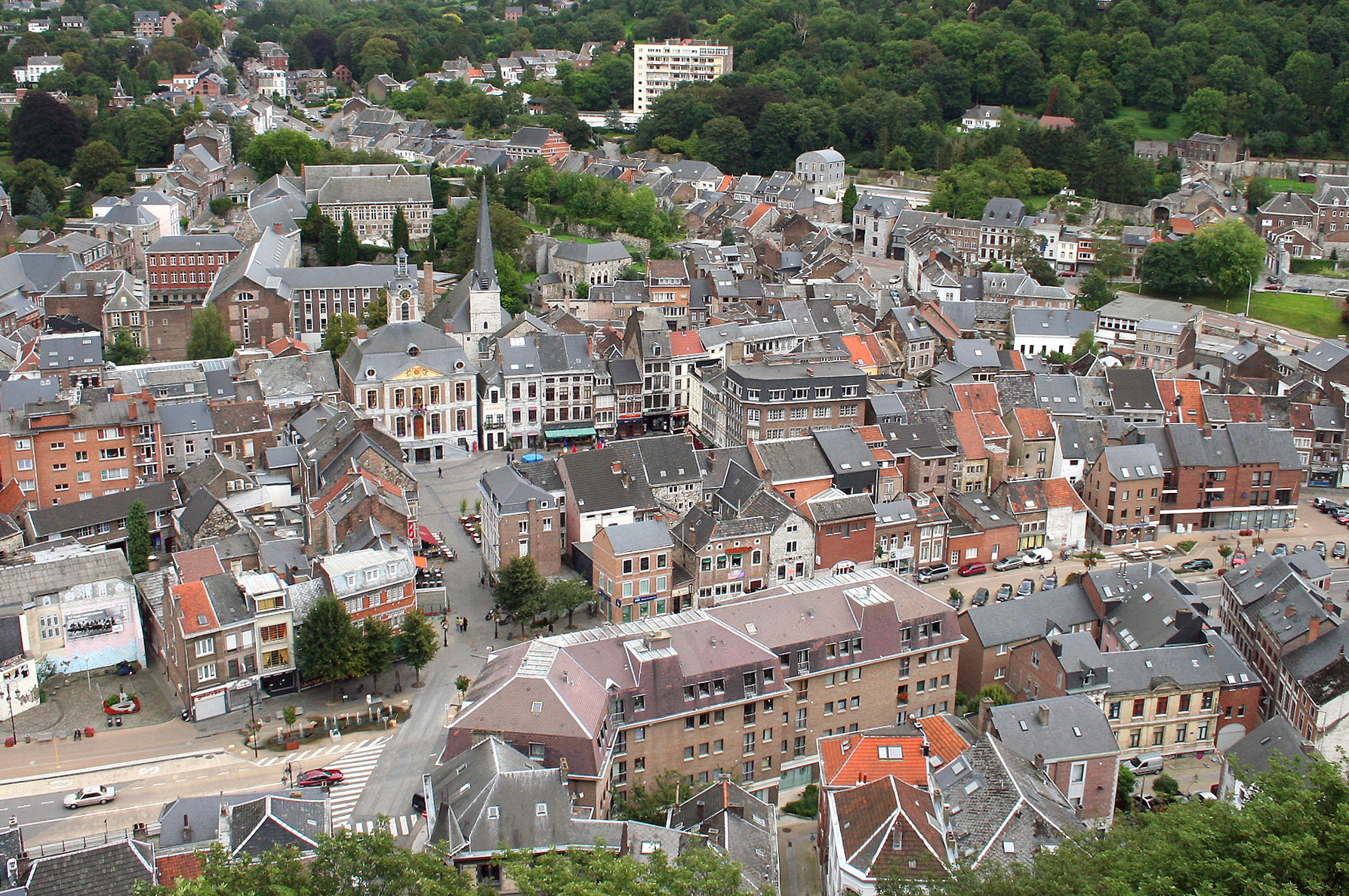
Blick von der Zitadelle auf die Altstadt mit der Grand-Place

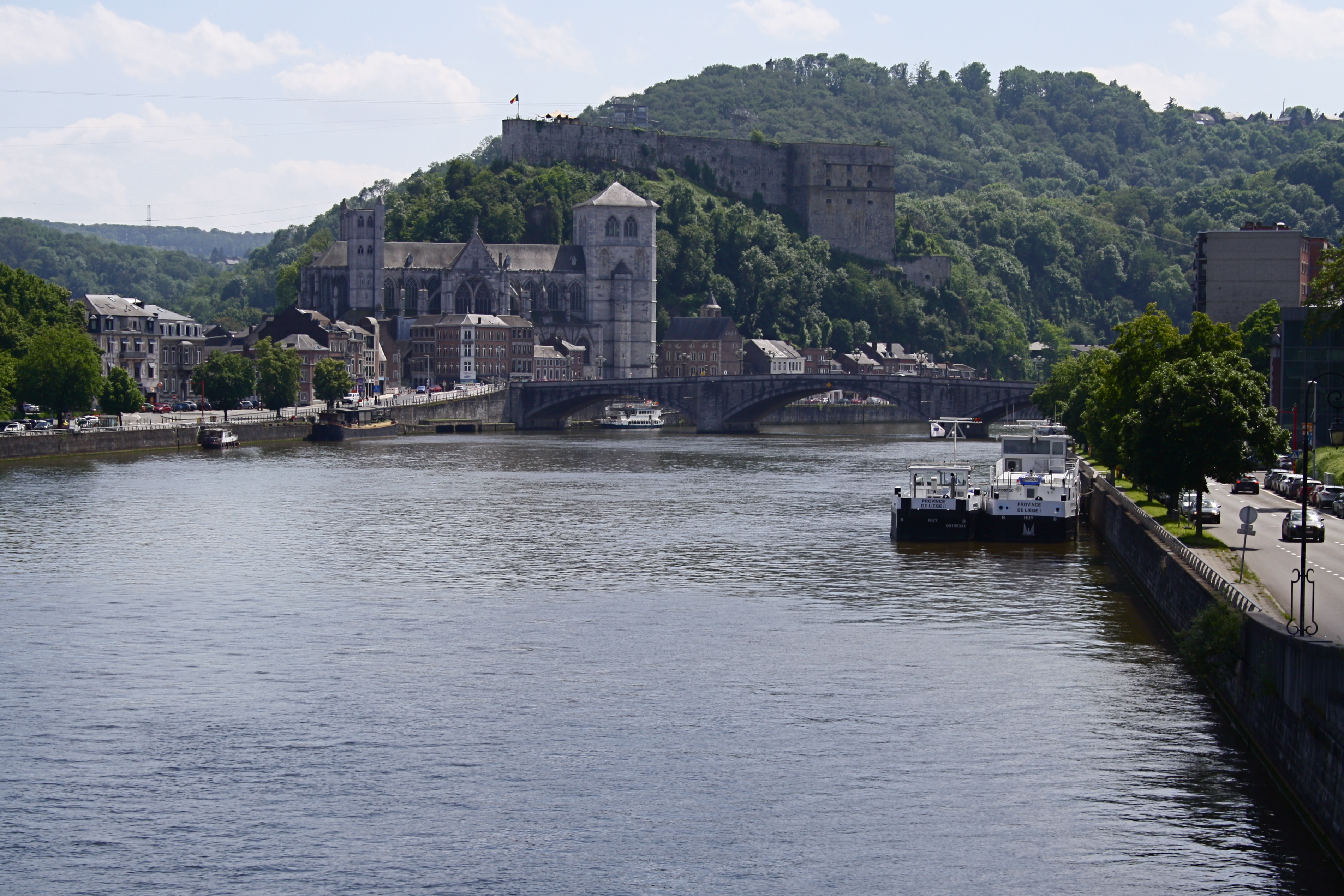
Blick vom Pont de l’Europe über die Maas

Die erste urkundliche Erwähnung stammt aus dem Jahr 636. Im Mittelalter war die Stadt als Teil des Hochstifts Lüttich ein Handelsplatz und ein Ort der Wollverarbeitung. Die Stadt wurde während des Pfälzischen Erbfolgekriegs vom 18. bis zum 26. September 1694 belagert und schließlich eingenommen. Im Spanischen Erbfolgekrieg wurde die Festung vom 15. August bis zum 26. August 1703 belagert. Die Verteidiger konnten einen Sturm am 25. August abwehren, aber ihre Verluste waren so hoch, dass sie am 26. August kapitulierten.
Während der Besetzung Belgiens im Zweiten Weltkrieg diente die Zitadelle von Huy den deutschen Besatzern als Internierungslager. Von Juni 1941 bis September 1944 wurden rund 6.000 Belgier (zumeist Widerstandskämpfer, Oppositionelle, Politiker, Juden, Geiseln und Bauern, die sich gegen Beschlagnahme gewehrt hatten), 1.240 Franzosen und mehrere ausländische Zivilisten in der Zitadelle gefangen gehalten, verhört und von hier aus in nationalsozialistische Konzentrationslager deportiert.
Der seit 1976 unter Denkmalschutz stehende Zitadellenkomplex beherbergt das „Museum des Widerstands und der Konzentrationslager“, das 1992 auf Initiative der „Vereinigung junger Belgier zum Gedenken an die beiden Weltkriege“ eröffnet wurde.

## Sehenswürdigkeiten

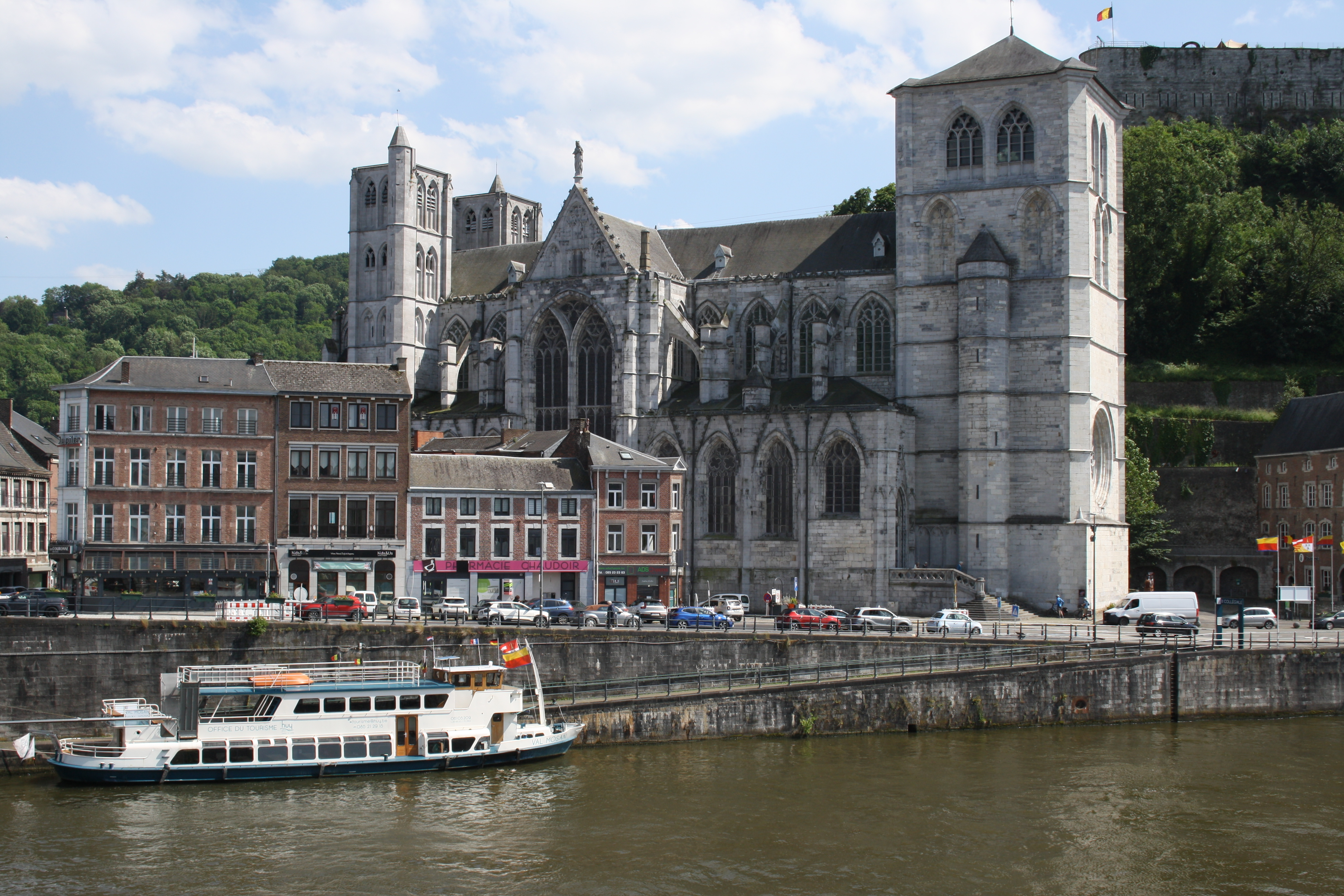
Collégiale Notre-Dame

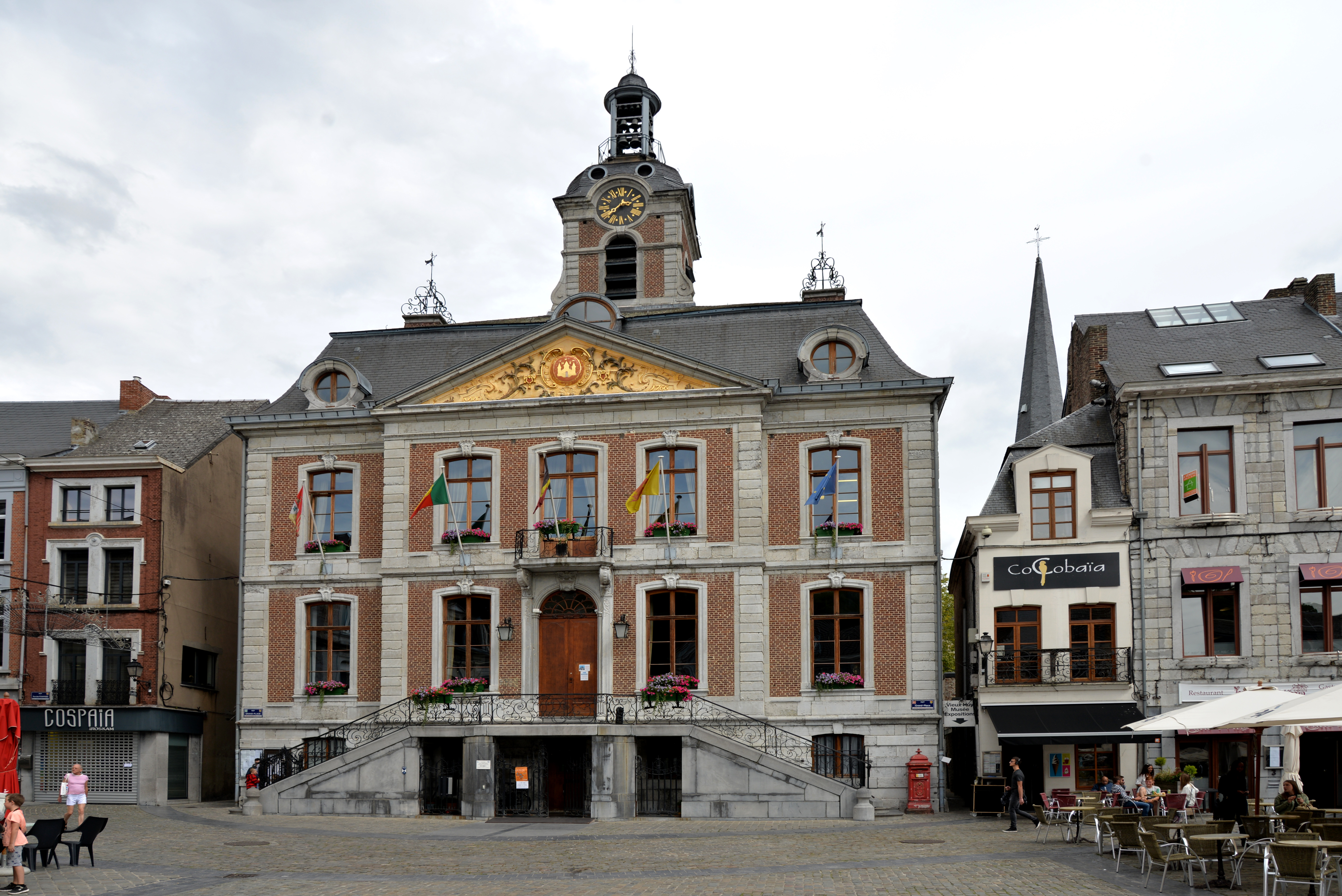
Hôtel de ville (Rathaus)

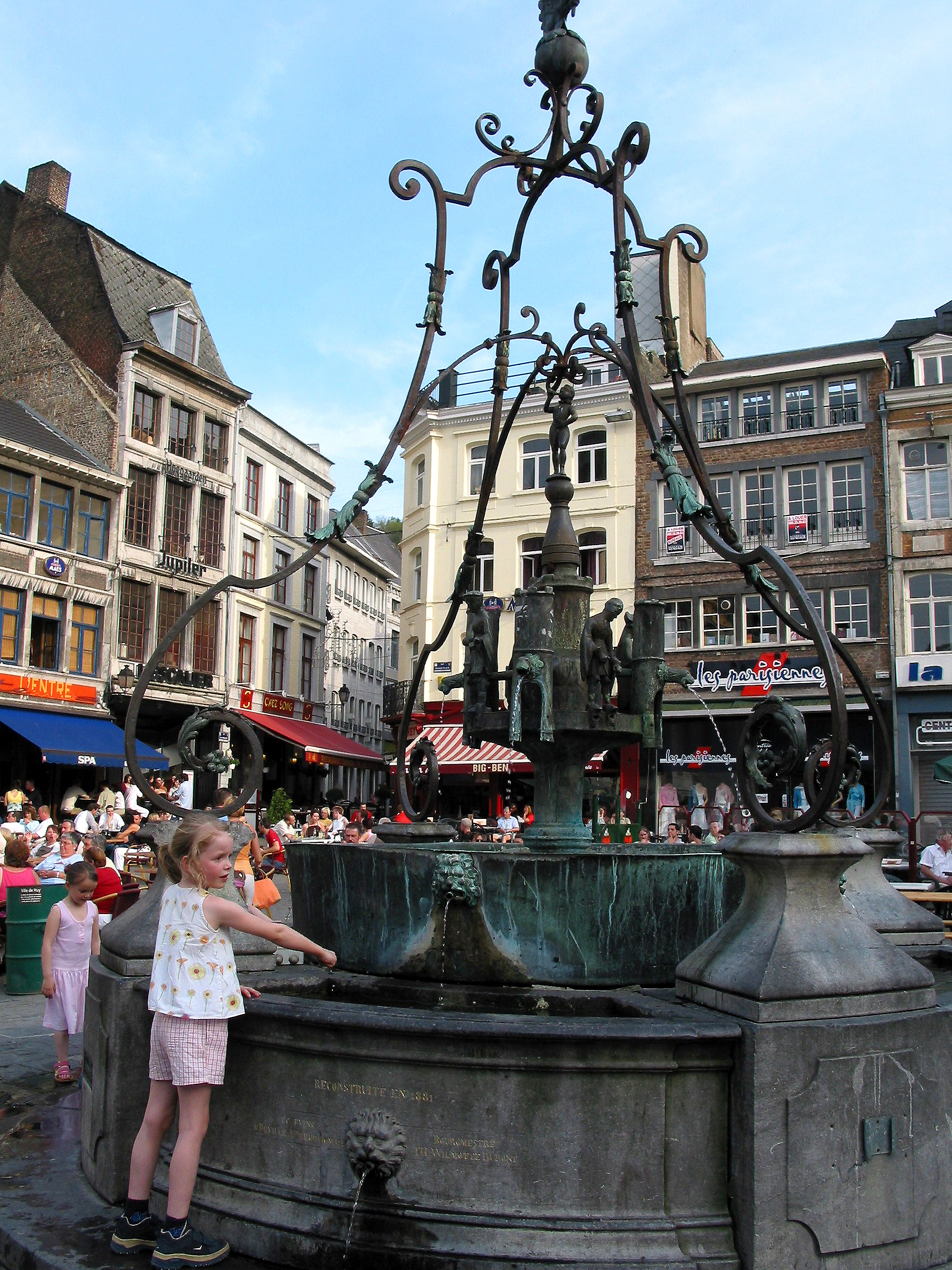
Brunnen Li Bassinia

- Li Bassinia, Brunnen aus dem 15. Jahrhundert auf der Grand-Place
- In der Zitadelle[1] ist seit 1992 das Museum des Widerstands und der Konzentrationslager untergebracht
- Gotische Kirche Collégiale Notre-Dame aus dem 14. Jahrhundert
- Hôtel de ville (Rathaus) aus dem Jahr 1766

## Sportveranstaltungen
- Flèche Wallonne: Der Schlussanstieg an der Mauer von Huy ist seit 1985 Ziel des bekannten Radrennens Flèche Wallonne, das zur UCI WorldTour gehört.
- Tour de France: Huy war mehrmaliger Etappen-Startort: 1995, 2001 und 2006. 2015 war die Stadt Zielort einer Etappe.
- Rallye du Condroz: Huy ist Anlaufpunkt der Autorallye 'Rallye du Condroz'

## Verkehr

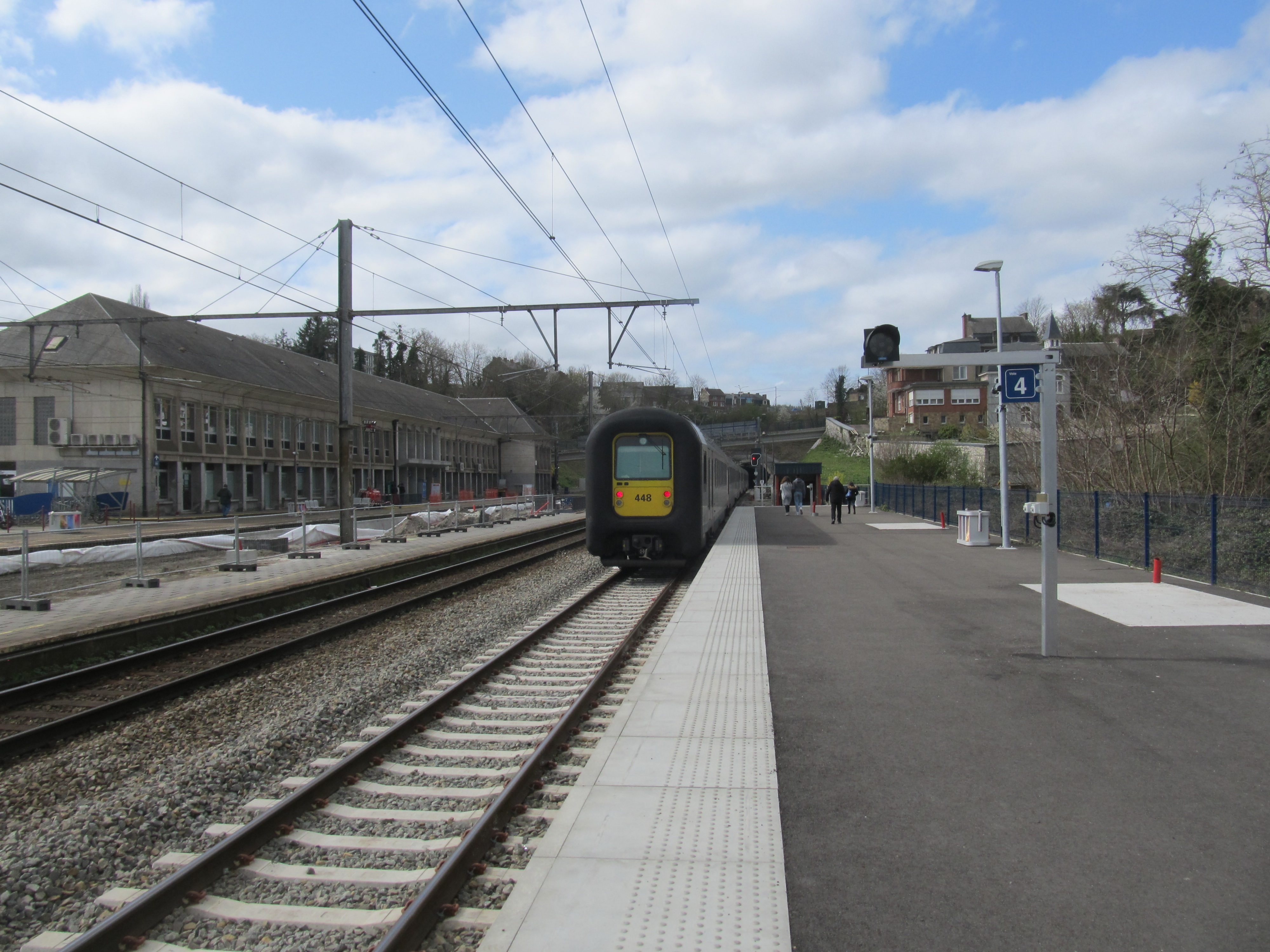
Intercity im Bahnhof Huy, links das Empfangsgebäude

- Bahn: Huy liegt an der Bahnstrecke Lüttich-Namur und ist eine Station der IR- und Intercity-Züge.
- Bus: einige regionale Buslinien der Gesellschaft TEC verkehren zwischen Huy und umliegenden Orten und Städten, unter anderem zwischen Huy und Lüttich.

## Ansässige Unternehmen
Der Ortsteil Tihange ist Standort des Kernkraftwerks Tihange. Zusammen mit dem Atomkraftwerk Doel in Flandern werden dort 58 Prozent der elektrischen Energie Belgiens generiert.

## Städtepartnerschaften
| Partnerstädte von Huy sind - Compiègne (Frankreich), seit 1959 - Vianden (Luxemburg), seit 1964 - Arona (Italien), seit 1966 - Natitingou (Benin), seit 1987 - Vélingara (Senegal), seit 1993 - Tirlemont (Belgien), seit 1993 | Freundschaftsverträge bestehen mit - Port-Bouët (Elfenbeinbüste), seit 1984 - Seosan (Südkorea), seit 1984 - Bury St Edmunds (Vereinigtes Königreich), seit 1995 - Montagano (Italien), seit 1996 - Krujë (Albanien), seit 1999 - Taizhou (Volksrepublik China), seit 2002 |

## Persönlichkeiten

### Söhne und Töchter der Stadt
- Godefroy von Huy (um 1100 bis um 1173), maasländischer Goldschmied
- Reiner von Huy († um 1150), maasländischer Goldschmied und Bronzegießer
- Jutta von Huy (1158–1228), Wohltäterin, christliche Mystikerin und römisch-katholische Selige
- Martin Peudargent (* 1510; † zwischen 1589 und 1594), Komponist des 16. Jahrhunderts
- Baron Arnold de Ville (1653–1722), wallonischer Ingenieur in Diensten König Ludwigs XIV.
- Jean-Joseph Merlin (1735–1803), belgischer Konstrukteur und Erfinder
- Eugène Guillaume Alexis von Mercy-Argenteau (1743–1819), österreichischer Feldzeugmeister
- Nicolas Lambert Wéry (1789–1867), belgischer Violinist, Komponist und Musikpädagoge
- Joseph Lebeau (1794–1865), belgischer liberaler Politiker
- Emile Delperée (1850–1896), Genre- und Historienmaler sowie Kunstpädagoge
- Clément Servais (1862–1935), Mathematiker
- Alfred Pfaff (1872–1954), deutscher Industrieller, Politiker und NSDAP-Gauwirtschaftsberater
- Henri Grégoire (1881–1964), belgischer Historiker und Byzantinist
- Emile Joseph Labarre (1883–1965), britischer Linguist, Papierhistoriker und Wasserzeichenforscher
- Georges Moussiaux (1884–1945), römisch-katholischer Geistlicher und Märtyrer
- Gustave Charlier (1885–1959), Romanist und Literaturwissenschaftler
- Henri Springuel (1889–1957), Autorennfahrer
- Emile Boufflette (1912–1945), römisch-katholischer Geistlicher und Märtyrer
- Maurice Tillieux (1921–1978), Comiczeichner und Mitbegründer der École Marcinelle
- Chris Tuerlinx (1938–1973), Automobilrennfahrer
- Anne-Marie Lizin (1949–2015), belgische sozialistische Politikerin und Frauenrechtlerin
- Jean-Pierre Catoul (1963–2001), Jazzmusiker
- Hervé Jamar (* 1965), Rechtsanwalt und Politiker
- Sabine Laruelle (* 1965), belgische Politikerin
- Éric Legnini (* 1970), französischer Jazzmusiker
- Axel Lawarée (* 1973), belgischer Fußballspieler
- Antoine Pierre (* 1992), Jazzmusiker
- Roberto Bellarosa (* 1994), Popsänger

### Personen mit Bezug zur Stadt
- Lambert Chaumont (1645–1712), belgischer Geistlicher, Komponist und Organist, in Huy verstorben